# 아슈라프 바즈나니

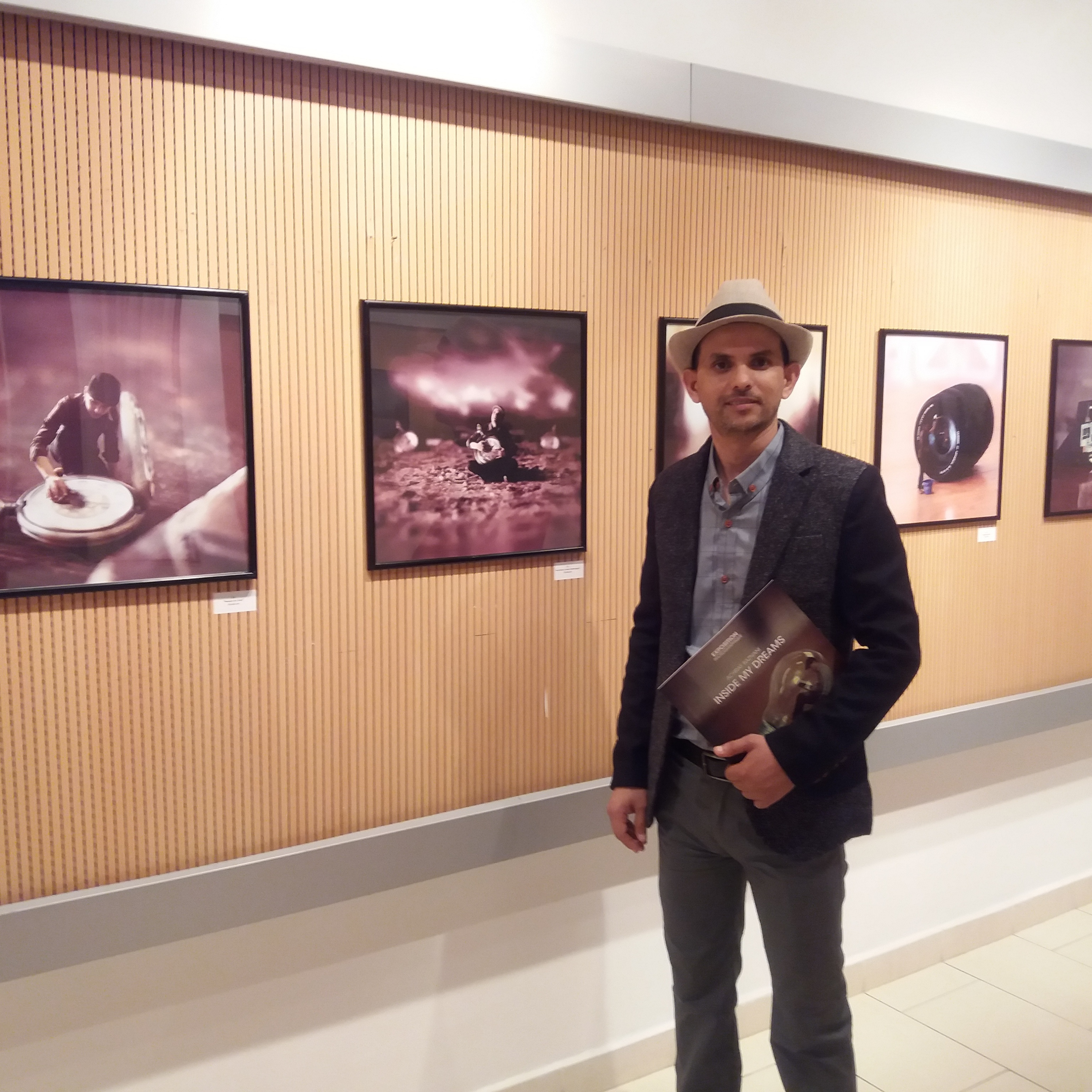
아슈라프 바즈나니

아슈라프 바즈나니(Achraf Baznani, 1979년 마라케시 ~ )는 모로코의 예술가, 영화 감독, 사진가이다.